# Indognorimus costipennis
Indognorimus costipennis är en skalbaggsart som beskrevs av Oliver Erichson Janson 1890. Indognorimus costipennis ingår i släktet Indognorimus och familjen Cetoniidae. Inga underarter finns listade i Catalogue of Life.

## Bildgalleri

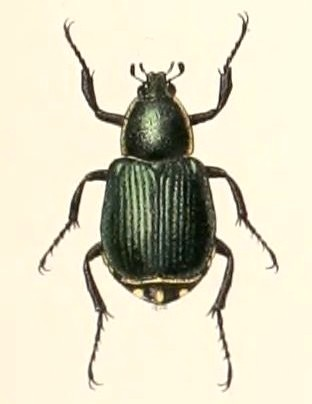